# Флай (пиріг)
Флай (нід. vlaai, МФА: [flaɪ̯] ( прослухати)) — традиційний лімбурзький пиріг, що складається з дріжджового тіста й начинки. Поширений у Нідерландах, Бельгії та в Північному Рейні-Вестфалії (Німеччина).
Флаї послуговуються значною популярністю в Нідерландах, про що свідчить успішна діяльність національної компанії MultiVlaai, що спеціалізується на виробництві таких пирогів. Компанія має 116 філіалів по всій країні.

## Історія
Флай можна вважати однією з найдавніших страв нідерландської кухні. Перші згадки про флаї та пекарів (vladbecker), які спеціалізувалися на виготовленні їх, відносять до хронік 1338 року. Спочатку ці пироги використовували як святкове частування до церковних свят, двічі на рік. Сьогодні флаї також часто їдять на днях народження та на похороні. Історичні корні флая знаходяться у Німеччині, звідки флаї згодом поширилися на Валсерберг — місце, де перетинаються кордони Нідерландів, Бельгії та Німеччини. Стандартний нідерландський флай був винайдений у містечку Верт, тому відомий також як weertervlaai.

## Опис
Флай округлий, зазвичай 27—30 см у діаметрі. Особливістю приготування є ґратчасте декорування флая полосками тіста, що накладуються одна на одну, причому краї завертаються всередину. Можна також накривати начинку суцільним шаром тіста.
Флай з фруктовою начинкою називають лімбурзьким флаєм. Існують різноманітні версії флаїв із різними фруктовими начинками, наприклад вишнева, абрикосова, полунична й сливова. Можливо додавати також джемову масу. Інші рецепти флаїв використовують начинку з подрібненого масла й цукру (kruimelvlaai) або з суміші вареного рису й заварного крему (rijstevlaai). Деякі варіанти містять сири й корінь ревеню, гриби.

## Галерея

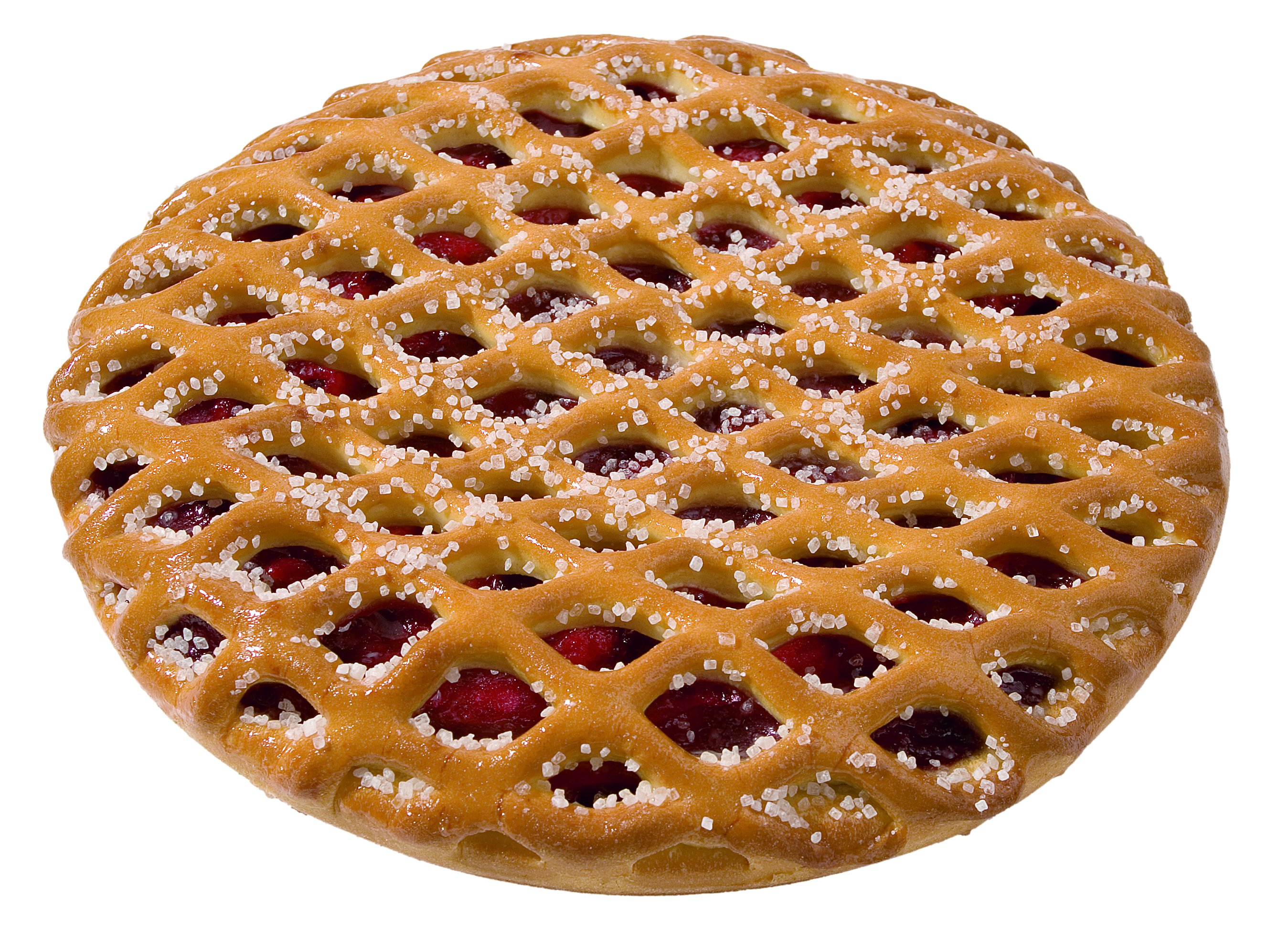
Вишневий флай
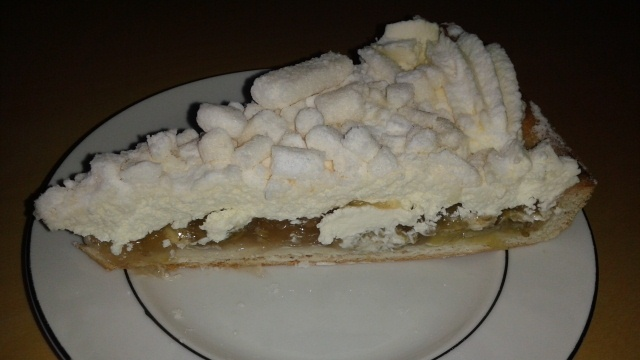
Лімбурзький аґрусовий флай з меренгою
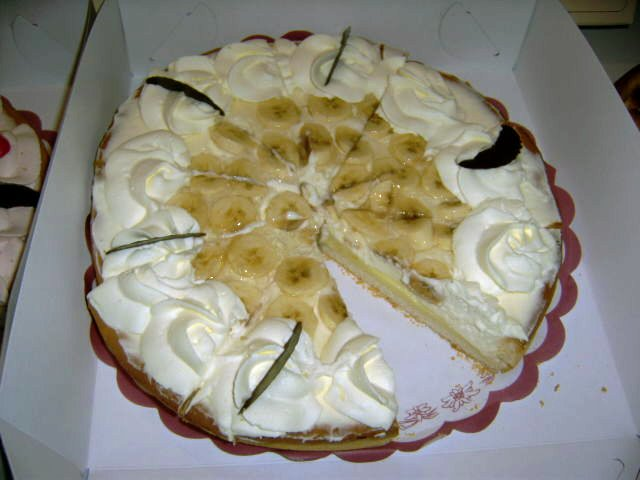
Банановий флай
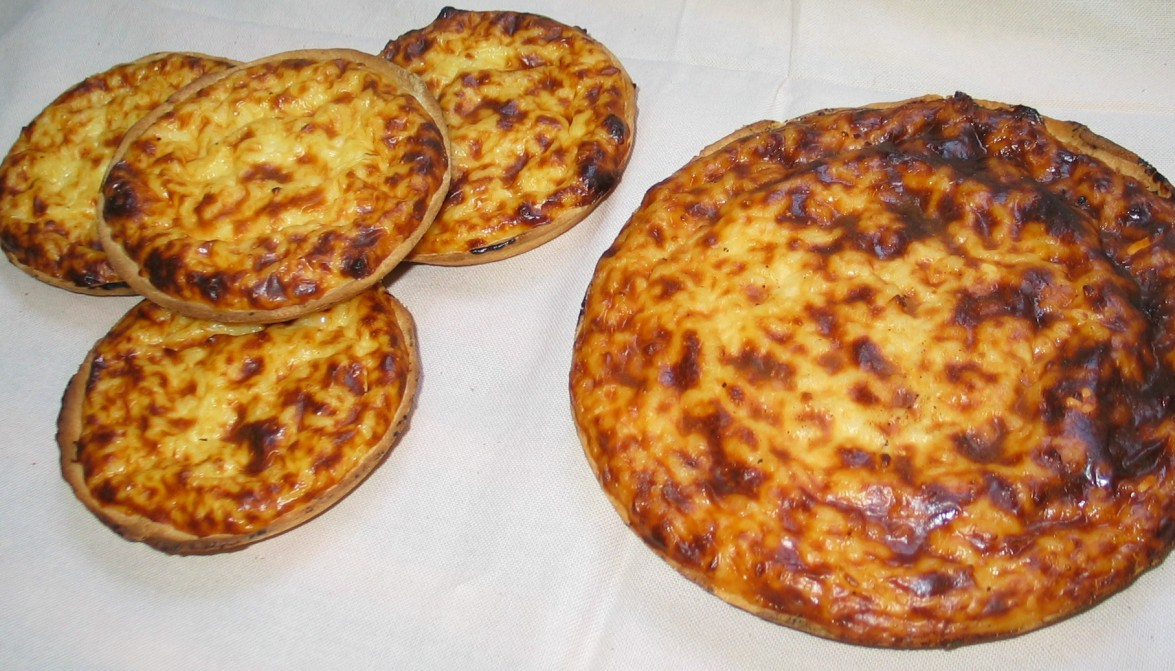
Рисовий флай
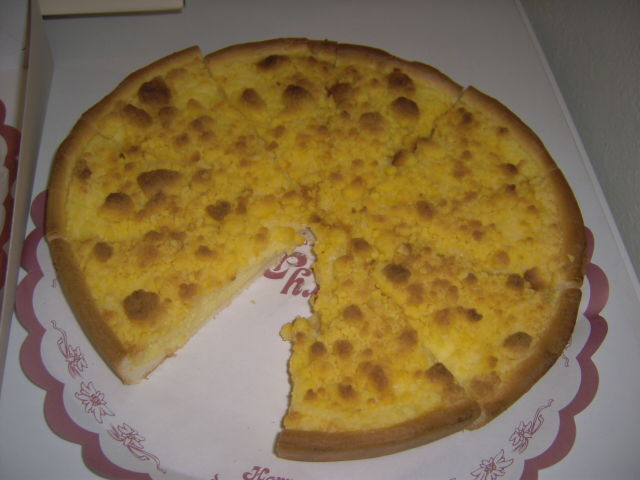
Розсипчатий флай
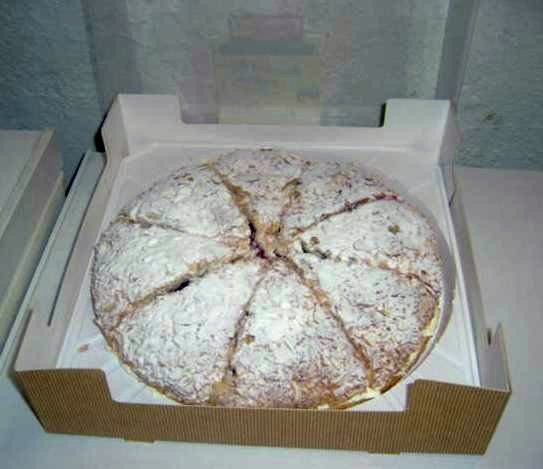
Бджолиний укус